# 爱德华·加代尔
爱德华·加代尔（法語：Edward Gardère，1909年2月25日—1997年7月24日），生于热拉尔梅，法国前男子击剑运动员。他曾参加1932年和1936年两届夏季奥运会，共收获一枚金牌和两枚银牌。